# Teoria della scelta sociale
La teoria della scelta sociale studia come le preferenze individuali sono aggregate per formare una scelta collettiva, come, per esempio, nei sistemi di voto.
Kenneth Arrow fu tra i primi pionieri della teoria della scelta sociale, provando l'impossibilità di designare un insieme di regole per la decisione sociale che possa essere conforme ad un criterio ragionevole (il cosiddetto teorema di Arrow, conosciuto anche come Paradosso di Arrow).